# Dentiraja polyommata
Dentiraja polyommata is een vissensoort uit de familie van de Rajidae. De wetenschappelijke naam van de soort is voor het eerst geldig gepubliceerd in 1910 door Ogilby als Raja polyommata.